# Amphoe Mueang Nakhon Nayok

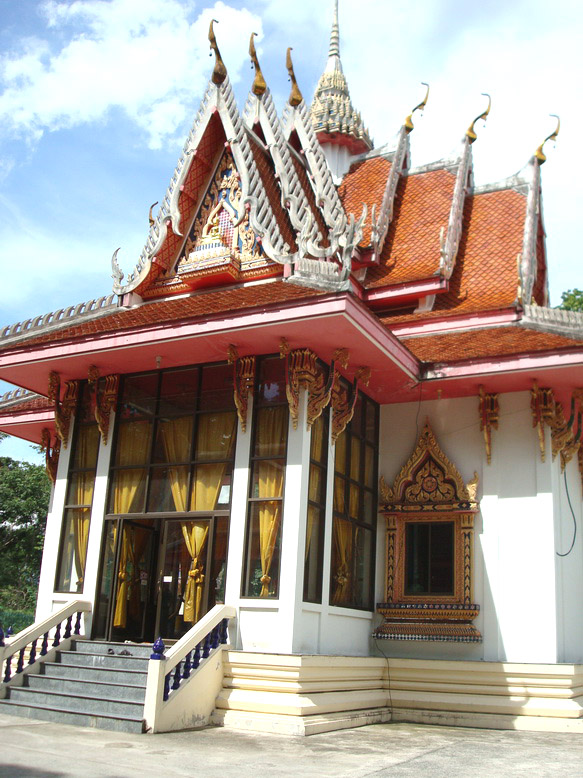
Wihan des Wat Khiri Wan, Tambon Si Nawa

Amphoe Mueang Nakhon Nayok (Thai อำเภอ เมืองนครนายก) ist ein Landkreis (Amphoe – Verwaltungs-Distrikt) in der Provinz Nakhon Nayok. Die Provinz Nakhon Nayok liegt im Nordosten der Zentralregion von Thailand.
In diesem Bezirk liegt die Provinzhauptstadt Nakhon Nayok.

## Geographie
Nakhon Nayok liegt am nördlichen Rand der großen Ebene des Mae Nam Chao Phraya. Gleich hinter der Stadt beginnt das bewaldete Bergland. Die Stadt ist etwa 100 km von der Hauptstadt Bangkok entfernt.
Benachbarte Bezirke (von Südwest im Uhrzeigersinn): die Amphoe Ongkharak und Ban Na der Provinz Nakhon Nayok, die Amphoe Kaeng Khoi und Muak Lek der Provinz Saraburi, Amphoe Pak Chong der Provinz Nakhon Ratchasima, der Amphoe Pak Phli wiederum aus der Provinz Nakhon Nayok und Amphoe Ban Sang der Provinz Prachin Buri.
Die wichtigsten Wasser-Ressourcen des Landkreises sind der Mae Nam Nakhon Nayok und der Khlong Tha Dan.

## Wirtschaft und Bedeutung
Hauptprodukt der fruchtbaren Ebene in der Umgebung von Nakhon Nayok ist Reis.

### Einkaufsmöglichkeiten
In Nakhon Nayok befindet sich Thailands größtes Pflanzen- und Gartenbauzentrum.

## Geschichte
Nakhon Nayok wurde bereits während des Dvaravati-Reiches um etwa 1100 gegründet. König Ramathibodi I. machte die Stadt in der Frühphase von Ayutthaya zur Garnisonstadt des östlichen Grenzgebiets gegen die Khmer.
Das Gebiet des heutigen Landkreises wurde früher Wang Krachom genannt, da die Verwaltung im Tambon Wang Krachom am linken Ufer des Maenam Nakhon Nayok lag. Die Verwaltung wurde 1896 auf das rechte Ufer verlegt, und im Jahr 1931 wurde die Verwaltung in das Gebäude des Provinz-Gerichtshofes verlegt, da das vorherige Gebäude zu alt geworden war. Ein neues Verwaltungsgebäude wurde dann am 18. Januar 1953 eröffnet.
Am 1. Januar 1939 wurde der Landkreis umbenannt in Mueang Nakhon Nayok in Übereinstimmung mit dem Namen der Provinz. Am 1. Januar 1943 wurde die Provinz heruntergestuft und mit der Provinz Prachinburi zusammengelegt, wobei allerdings der Landkreis Ban Na Teil der Provinz Saraburi wurde. Der Kreis hieß sodann nur noch Amphoe Nakhon Nayok. Am 9. Mai 1946 wurde die Provinz wiederhergestellt und der Landkreis erneut in Mueang Nakhon Nayok umbenannt.

## Sehenswürdigkeiten
- San Lak Mueang (ศาลหลักเมือง) – die Stadtsäule (Lak Mueang) war früher ein Schrein in der Nähe der alten Stadtmauer, in dem die etwa ein Meter hohe, hölzerne Säule stand. Später wurde das Gebäude durch einen eleganten Pavillon ersetzt, der heute von der Stadtbevölkerung hoch verehrt wird.
- Khao-Yai-Nationalpark – einer der schönsten Naturschutzgebiete von Thailand, der auf mehr als 2100 km² vielen Wildtieren (neben Elefanten auch Tiger) Schutz bietet.
- Sarika-Wasserfall (น้ำตกสาริกา) – 15 Kilometer östlich der Stadt, geht über neun Terrassen, deren Reservoire während der Regenzeit gefüllt sind.

## Sonstiges
- die Königliche Chulachomklao-Militärakademie (โรงเรียนนายร้อยพระจุลจอมเกล้า) liegt im Tambon Phrom Mani, Amphoe Mueang Nakhon Nayok.

## Verwaltung

### Provinzverwaltung
Der Landkreis Mueang Nakhon Nayok ist in 13 Tambon („Unterbezirke“ oder „Gemeinden“) eingeteilt, die sich weiter in 125 Muban („Dörfer“) unterteilen.
| Nr. | Name         | Thai     | Muban | Einw.  |
| --- | ------------ | -------- | ----- | ------ |
| 01. | Nakhon Nayok | นครนายก  | 0-    | 08.523 |
| 02. | Tha Chang    | ท่าช้าง    | 13    | 07.892 |
| 03. | Ban Yai      | บ้านใหญ่   | 07    | 06.935 |
| 04. | Wang Krachom | วังกระโจม | 07    | 04.554 |
| 05. | Tha Sai      | ท่าทราย   | 07    | 03.458 |
| 06. | Don Yo       | ดอนยอ    | 07    | 04.799 |
| 07. | Si Chula     | ศรีจุฬา    | 12    | 05.929 |
| 08. | Dong Lakhon  | ดงละคร   | 13    | 08.073 |
| 09. | Si Nawa      | ศรีนาวา   | 08    | 05.186 |
| 10. | Sarika       | สาริกา    | 12    | 10.243 |
| 11. | Hin Tang     | หินตั้ง     | 09    | 05.670 |
| 12. | Khao Phra    | เขาพระ   | 13    | 09.670 |
| 13. | Phrommani    | พรหมณี    | 17    | 19.352 |

### Lokalverwaltung
Es gibt eine Kommune mit „Stadt“-Status (Thesaban Mueang) im Landkreis:
- Nakhon Nayok (Thai: เทศบาลเมืองนครนายก) bestehend aus dem kompletten Tambon Nakhon Nayok und den Teilen der Tambon Tha Chang, Ban Yai, Wang Krachom, Phrommani.

Es gibt eine Kommune mit „Kleinstadt“-Status (Thesaban Tambon) im Landkreis:
- Tha Chang (Thai: เทศบาลตำบลท่าช้าง) bestehend aus Teilen des Tambon Tha Chang.

Außerdem gibt es zwölf „Tambon-Verwaltungsorganisationen“ (องค์การบริหารส่วนตำบล – Tambon Administrative Organizations, TAO)
- Tha Chang (Thai: องค์การบริหารส่วนตำบลท่าช้าง) bestehend aus Teilen des Tambon Tha Chang.
- Ban Yai (Thai: องค์การบริหารส่วนตำบลบ้านใหญ่) bestehend aus Teilen des Tambon Ban Yai.
- Wang Krachom (Thai: องค์การบริหารส่วนตำบลวังกระโจม) bestehend aus Teilen des Tambon Wang Krachom.
- Tha Sai (Thai: องค์การบริหารส่วนตำบลท่าทราย) bestehend aus dem kompletten Tambon Tha Sai.
- Don Yo (Thai: องค์การบริหารส่วนตำบลดอนยอ) bestehend aus dem kompletten Tambon Don Yo.
- Si Chula (Thai: องค์การบริหารส่วนตำบลศรีจุฬา) bestehend aus dem kompletten Tambon Si Chula.
- Dong Lakhon (Thai: องค์การบริหารส่วนตำบลดงละคร) bestehend aus dem kompletten Tambon Dong Lakhon.
- Si Nawa (Thai: องค์การบริหารส่วนตำบลศรีนาวา) bestehend aus dem kompletten Tambon Si Nawa.
- Sarika (Thai: องค์การบริหารส่วนตำบลสาริกา) bestehend aus dem kompletten Tambon Sarika.
- Hin Tang (Thai: องค์การบริหารส่วนตำบลหินตั้ง) bestehend aus dem kompletten Tambon Hin Tang.
- Khao Phra (Thai: องค์การบริหารส่วนตำบลเขาพระ) bestehend aus dem kompletten Tambon Khao Phra.
- Phrommani (Thai: องค์การบริหารส่วนตำบลพรหมณี) bestehend aus Teilen des Tambon Phrommani.